# Еміратські вежі
Еміратські вежі (араб. أبراج الإمارات, англ. Emirates Towers) — комплекс з двох хмарочосів на Шосе Шейха Зайєда в місті Дубай, ОАЕ.
Комплекс складається з 54-поверхової Еміратської офісної вежі (354,6 метрів) та 56-поверхової Джумейра Емірейтс Тауерс (309 метрів).